# Nymphargus siren
Nymphargus siren är en groddjursart som först beskrevs av Lynch och William Edward Duellman 1973.  Nymphargus siren ingår i släktet Nymphargus och familjen glasgrodor. IUCN kategoriserar arten globalt som sårbar. Inga underarter finns listade i Catalogue of Life.